# 851 Zeissia
851 Zeissia este un asteroid din centura principală, descoperit pe 2 aprilie 1916, de Serghei Beliavski.